# Električni tok
Eléktrični tók (oznaka I) v fiziki in elektrotehniki imenujemo usmerjeno gibanje nosilcev električnega naboja, bodisi po praznem prostoru, bodisi po kovini ali drugem električnem prevodniku. Električni tok je definiran kot količina naboja, ki v danem časovnem intervalu preteče skozi dani presek. Mednarodni sistem enot predpisuje za merjenje električnega toka enoto amper, ki je ena osnovnih enot SI. 
Električni tokovi ustvarjajo magnetna polja, ki se uporabljajo v motorjih, generatorjih, induktorjih in transformatorjih. V navadnih prevodnikih povzročajo Jouleovo segrevanje, ki ustvarja svetlobo v žarnicah z žarilno nitko. Časovno spremenljivi tokovi oddajajo elektromagnetne valove, ki se uporabljajo v telekomunikacijah za oddajanje informacij.
Merilnik za merjenje električnega toka se imenuje ampermeter.

## Simbol
Običajni simbol za tok je I, ki izvira iz francoske fraze intensité du courant (jakost toka). Jakost toka pogosto imenujemo preprosto tok. Simbol I je uporabil André-Marie Ampère, po katerem je poimenovana enota za električni tok (1820). Zapis je prešel iz Francije v Veliko Britanijo, kjer je postal standard. kjer vsaj ena revija ni spremenila uporabe C v I do leta 1896.

## Ohmov zakon
Ohmov zakon za dani električni krog podaja sorazmernost med električnim tokom I skozi električni upornik in napetostjo V na njem:{\displaystyle I={\frac {U}{R}},}I je tok skozi prevodnik (v enotah amperjev). V je potencialna razlika, izmerjena čez prevodnik (v enotah voltov), in R je upor prevodnika (v enotah ohmov). Natančneje, Ohmov zakon navaja, da je R v tem razmerju konstanten, neodvisen od toka.

## Izmenični in enosmerni tok
V sistemih z izmeničnim tokom (AC) gibanje električnega naboja izmenično obrača smer. Izmenični tok je oblika električne energije, ki se najpogosteje dobavlja podjetjem in bivališčem. Običajna valovna oblika električnega tokokroga AC je sinusni val, čeprav nekateri uporabljajo alternativne valovne oblike, kot so trikotni ali kvadratni valovi. Primeri izmeničnega toka so tudi zvočni in radijski signali, ki se prenašajo po električnih žicah. Pomemben cilj teh uporabj je obnovitev informacij, kodiranih (ali moduliranih) na AC signal.
V nasprotju s tem se enosmerni tok (DC) nanaša na sistem, v katerem se električni naboj giblje samo v eno smer. Enosmerni tok proizvajajo viri, kot so baterije, termoelementi, sončne celice in komutatorski električni stroji tipa dinamo. Izmenični tok se lahko pretvori v enosmerni tok z uporabo usmernika. Enosmerni tok lahko teče v prevodniku, kot je žica, lahko pa teče tudi skozi polprevodnike, izolatorje ali celo skozi vakuum, kot v elektronskih ali ionskih snopih. Staro ime za enosmerni tok je bilo galvanski tok.